# Nicolas Bro
Pour les articles homonymes, voir Bro.
Nicolas Bro est un acteur danois, né le 16 mars 1972 à Copenhague.

## Biographie
Nicolas Bro reçoit sa formation à l'École nationale de théâtre du Danemark, et il en sort diplômé en 1998.
Il joue, dans la deuxième saison de la série télévisée The Killing le rôle du ministre de la Justice Thomas Buch.

## Filmographie

### Longs métrages
- 2001 : Monas verden de Jonas Elmer
- 2003 : Rembrandt de Jannik Johansen
- 2003 : Les Bouchers verts d'Anders Thomas Jensen : Hus Hans
- 2005 : Adam's Apples d'Anders Thomas Jensen
- 2005 : Dark Horse de Dagur Kári : Morfar
- 2005 : Murk (Mørke) de Jannik Johansen : Anker
- 2008 : Soi Cowboy de Thomas Clay
- 2009 : Brotherhood de Nicolo Donato : Michael
- 2011 : Cheval de guerre de Steven Spielberg
- 2013 : Antboy d'Ask Hasselbalch
- 2013 : Sorg og glæde de Nils Malmros
- 2013 : Nymphomaniac de Lars Von Trier
- 2015 : Men and Chicken d'Anders Thomas Jensen : Josef
- 2018 : Les Enquêtes du département V : Dossier 64 (Journal 64) de Christoffer Boe : Brandt
- 2019 : Domino : La Guerre silencieuse (Domino) de Brian De Palma
- 2020 : Riders of Justice (Retfærdighedens ryttere) d'Anders Thomas Jensen

### Séries télévisées
- 2009 : The Killing (saison 2)
- 2015 : 1864 (série télévisée) : Ditlev Gothard Monrad
- 2015 : Bron/Broen (The Bridge) (série télévisée) : Freddie Holst (Saison 3)

- 2019: Kidnapping
- 2020 : Enfer blanc (Tunn is) (série télévisée) : Martin Overgaard